# Surviving Sid
Surviving Sid is een Amerikaanse korte film geregisseerd door Galen Tan Chu en Karen Disher. Het is de derde korte film van deze franchise. De voorloper verscheen op 21 november 2006. Deze korte film verscheen echter op 9 december 2008 op de Horton Hears a Who!-dvd en Blu-ray. Het werd gemaakt door Blue Sky Studios(de animatie-afdeling van 20th Century Fox). In tegenstelling tot de eerste 2 korte films speelt het personage Sid (de luiaard) de hoofdrol in plaats van Scrat. Het won geen belangrijke prijzen zoals zijn voorgangers.

## Plot
Sid past op een troep kinderen van verscheidene prooidieren op een kampeertripje. De klungelige Sid doet dit als verwacht vreselijk en de kinderen zijn hierdoor verveeld. Tijdens een nachtelijk spookverhaal zijn ze allemaal doodsbang van een monsterlijke schaduw op de rotswand. Dit blijkt echter wanneer ze weggelopen zijn, Scrat de eekhoorn te zijn. Scrat had een noot ingeslikt waardoor hij niet goed meer kon ademen. Zijn noot wordt echter door een insect gestolen nadat hij het uitspuwt en Scrat volgt het meteen. Vervolgens is het ochtend en worden Sid en de kinderen wakker. De kinderen zijn ongerust en vrezen dat Sid hun nog de dood injaagt. Sid vindt dit belachelijk. Hij trekt vervolgens een bloem uit wat nogal moeilijk gaat. Waardoor een boom omvalt tegen een rotsblok. Het rotsblok schuift van vervolgens van een berghelling af. Dit veroorzaakt een kettingreactie met meerdere, grotere rotsblokken en uiteindelijk raakt het een grote ijsberg. De ijsberg schuift weg en veroorzaakt een U-dal. Vervolgens maakt Sid een woordspeling rond de opwarming van de Aarde en de beroemde documentairefilm "An Inconvenient Truth". De kinderen zijn het beu en binden hem vast en marcheren zo voort. Sid noemt het dal dat hij gemaakt heeft de Grand Canyon. Vervolgens zien de we de Grand Canyon in het heden (20.000 jaar later). Een bever zit daar met zijn kleine zoon. Wanneer de zoon vraagt wie de Grand Canyon gemaakt heeft, antwoordt de vader dat alleen de natuur of een wezen met oneindige wijsheid zoiets mooi kan maken.

## Rolverdeling
- John Leguizamo als Sid de luiaard
- Chris Wedge als Scrat de eekhoorn
- Emily Osment als Clair
- Paul Butcher als een molehog(fictieve samenstelling van een mol en een egel)